# Кобленц (Мекленбург)
Кобленц (нем. Koblentz) — община в Германии, районный центр, расположен в земле Мекленбург-Передняя Померания.
Входит в состав района Иккер-Рандов. Подчиняется управлению Иккер-Рандов-Таль. Население составляет 248 человек (2009); в 2003 г. — 275. Занимает площадь 22,98 км².
| Год  | Население |
| ---- | --------- |
| 1991 | 319       |
| 1995 | 337       |
| 2000 | 298       |
| 2005 | 261       |
| 2010 | 238       |